# Души (Лоаре)
Души (фр. Douchy) је насељено место у Француској у региону Центар, у департману Лоаре.
По подацима из 2011. године у општини је живело 1027 становника, а густина насељености је износила 43,68 становника/km².

## Демографија
| 1962. | 1968. | 1975. | 1982. | 1990. | 2011. |
| ----- | ----- | ----- | ----- | ----- | ----- |
| 906   | 883   | 829   | 917   | 982   | 1.027 |